# Neurodegeneración asociada a pantotenato quinasa
La neurodegeneración asociada a pantotenato quinasa (PKAN en inglés), también conocida como neurodegeneración por acumulación de hierro tipo 1 y anteriormente llamada síndrome de Hallervorden-Spatz (epónimo en desuso debido a que los doctores Julius Hallervorden y Hugo Spatz, afiliados al régimen nazi, ocuparon métodos éticamente desaprobables para lograr la autopsia de los pacientes), es una neurodegeneración que genera una enfermedad degenerativa del cerebro que conduce a parkinsonismo, distonía, demencia y finalmente la muerte. La neurodegeneración es acompañada por el exceso de hierro que progresivamente va saturando al tejido cerebral. Es además una de las cuatro enfermedades denominadas neuroacantocitosis.

## Características
La enfermedad de Hallevorden Spaatz es una patología neurológica caracterizada, entre otra semiología, por el acúmulo de hierro en las células nerviosas formando unas intensas imágenes que anatomopatológicamente se describen como "ojo de tigre". Es una enfermedad poco frecuente que se estudia junto con la enfermedad de Marchiafava Bignami (EMB) (muy frecuente en personas que beben mucho vino, descrita en Italia) y la panencefalitis esclerosante subaguda, que se ha relacionado con diversos agentes etiológicos como la infección previa por el virus de sarampión o la leucoencefalitis multifocal progresiva, que se ha descrito en pacientes VIH +.
A esta enfermedad de Hallevorden Spaatz se le quería cambiar el nombre, porque fue descubierta por científicos filo nazis o de proximidad ideológica a los regímenes totalitarios que gobernaron Alemania de 1933 a 1945.

## Síntomas
Los síntomas típicamente comienzan en la infancia y son de carácter progresivos, con frecuencia resultando en la muerte durante la adultez. Los síntomas de la PKAN comienzan generalmente antes de los 10 años e incluyen:
- Distonía
- Disfagia y disartria
- Rigidez de los miembros
- Temblor
- Demencia
- Espasticidad
- Debilidad
- Convulsiones
- Retinitis pigmentosa

Debido a la degeneración neurológica, la PKAN conduce rápidamente a la inmovilidad y la muerte. Dentro de las complicaciones puede existir, neumonías, escaras y osteoporosis secundarias a la inmovilidad.

## Tratamiento
No existe una terapia que permita solucionar el defecto genético de la enfermedad. La enfermedad se trata sintomáticamente según las complicaciones y síntomas de la patología. Los agentes quelantes de hierro han sido usados teniendo algo de éxito en retrasar la evolución natural de la enfermedad. Se han hecho estudios con respecto al consumo de vitaminas incluyendo pantotenato, coenzima Q y otros antioxidantes, mas no existe evidencia científica suficiente para avalar su uso.
Las actuales investigaciones se centran en el posible uso de dosis altas de pantotenato, el sustrato de la enzima PANK2, para poder aliviar los síntomas, además del desarrollo de nuevos quelantes de hierro que permitan ayudar a limpiar y mantener el sistema nervioso central sano.

## Ayuda a afectados
Hay grupos bien establecidos en EE. UU., Alemania, España, Italia, Francia, Canadá, Suiza y Holanda. Estas asociaciones de pacientes están aglutinadas bajo una alianza internacional llamada NBIA Alliance.